# Hans-Joachim Manske
Hans-Joachim Manske (* 1944 in Osnabrück; † 6. Mai 2022 in Bremen) war ein deutscher Kunsthistoriker und Verwaltungsbeamter.

## Leben und Wirken
Hans-Joachim Manske studierte Kunstgeschichte an den Universitäten Hamburg und Bonn. 1978 wurde er in Bonn mit der Arbeit Der Meister von Osnabrück. Osnabrücker Plastik um 1500 zum Dr. phil. promoviert.
Von 1974 bis zu seiner Pensionierung 2009 war er Referatsleiter für Bildende Kunst, Denkmalpflege und Landesarchäologie beim Senator für Kultur Bremen, wo er unter anderem für die Kuratierung des Programms Kunst im öffentlichen Raum Bremen verantwortlich war. Von 1997 bis 2004 war er Projektleiter für den Welterbeantrag der Stadt Bremen zum Bremer Rathaus und zum Bremer Roland. Bis 2014 war er Direktor der Städtischen Galerie Bremen.
Er lehrte bis 2009 auch Architekturtheorie und Baugeschichte an der Hochschule Bremen und erhielt den Titel Professor verliehen.
Hans-Joachim Manske veröffentlichte Arbeiten insbesondere zu den Themen Kunst im öffentlichen Raum, Skulptur nach 1945, historische Kunst und Architektur in Bremen und spätgotische Skulptur in Norddeutschland.

## Schriften
- mit Sunke Herlyn, Michael Weisser (Hrsg.): Kunst im Stadtbild. Von „Kunst am Bau“ zu „Kunst im öffentlichen Raum“. Ausstellungskatalog. Hauschild, Bremen 1976.
- Der Meister von Osnabrück. Osnabrücker Plastik um 1500. Dissertation. Universität Bonn. Wenner, Osnabrück 1978, ISBN 3-87898-130-9.
- Kunst im öffentlichen Raum in Bremen. Die Entwicklung eines Programms. Dokumentation 1977–1980. Bearb. Hans-Joachim Manske. Schmalfeldt, Bremen 1980, ISBN 3-921749-22-0.
- (Hrsg.): Bremens Wände. Kunst im Stadtbild. Edition Fricke im Müller-Verlag, Köln, Frankfurt am Main 1986, ISBN 3-481-50271-0.
- (Hrsg.): Kunst im öffentlichen Raum in Bremen 1973–1993. Worpsweder Verlag, Lilienthal 1993, ISBN 3-89299-169-3.
- mit Wulf Herzogenrath, Gerhard Pfennig: Der Liebe und des Meeres Wellen. Städtische Galerie im Buntentor, Bremen 2002.
- mit Konrad Elmshäuser, Hans-Christoph Hoffmann: Das Rathaus und der Roland auf dem Marktplatz in Bremen. Temmen, Bremen 2002, ISBN 3-86108-682-4.
- mit Florian Matzner, Rose Pfister: No Art = No City! Cantz, Ostfildern 2003, ISBN 3-7757-1381-6.
- Jürgen Schmiedekampf, New York City II. Ausstellungskatalog. Text: Hans-Joachim Manske. Verlag für Zeitgenössische Kunst, München 2004, ISBN 3-00-013924-9.
- (Hrsg.): As time goes by. 30 Jahre Bremer Förderpreis für Bildende Kunst. Städtische Galerie im Buntentor,  Bremen 2007, ISBN 978-3-9809465-4-4.
- Edeltraut Rath – Quadratmeter. Ausstellungskatalog. Text: Hans-Joachim Manske. Städtische Galerie im Buntentor, Bremen 2007, ISBN 978-3-9809465-6-8.
- mit Adelheid Biesecker, Louis-Ferdinand von Zobeltitz: Geld wie Sand. Eine Installation von Dolf Bissinger, Jens Bommert, Henri Stridde. Zur Eröffnung der Kulturkirche St. Stephani in Bremen im Januar 2007. Hachmann, Bremen 2008, ISBN 978-3-939429-42-5.
- mit Birgit Neumann-Dietzsch (Hrsg.): „entartet“ – beschlagnahmt: Bremer Künstler im Nationalsozialismus. Bremer Tageszeitungen, Bremen 2009, ISBN 978-3-938795-10-1.